# Калмунай
Калмунай (англ. Kalmunai, там. கல்முனைகல்முனை, синг. කල්මුනේ) — місто на східному узбережжі Шрі-Ланки. Це столиця підрозділу ОС Калмунай округу Ампара в Східній провінції. Населення 91 579 осіб згідно перепису 2001 року. Є столицею єдиного підрозділу ОС, де мусульмани становлять більшість. Коли мусульмани були вигнані португальцями в XVII столітті з Коломбо, вони втекли до Канді шукати притулку у царя Канді. Тоді цар (Раджасинган II) переселив цих біженців у Калмунай (8000 чоловік) і Каттанкуду (4000). Калмунай був царської вотчиною.
Сьогодні ланкійські мусульмани, ланкійські таміли, сингали, бюргери і ларакалла складають переважну більшість населення. Калманай зазвичай ділять на чотири райони: власне місто Калмунай (Талаватуван Джункшин на Захіра Коледж Роад), Північний Калмунай (Пандіруппу, Марутамунай і Нілаванай), Південний Калмунай (Сайнтамаруту) і Західний Калмунай (Натпіттімунай, Савалаккадай).
Руйнівна громадянська війна на Шрі-Ланці негативно вплинула на цей регіон. Місто сильно постраждало у 2004 році від цунамі в Індійському океані. Місто зазнало численних збитків і втратило багатьох жителів. На сході межує з Індійським океаном, на півночі із селом Періянілаванай і на півдні із селом Карайтіву, яке вважається передмістям міста.